# SOES Bandits
Gli Small Order Execution System Bandits o SOES Bandits (letteralmente, Banditi Sistema per l'Esecuzione di piccoli ordini), sono stati una categoria di operatori finanziari che ha caratterizzato le borse americane nei primi anni ’90. Nati a seguito del crash del 1987, essi si servivano di un protocollo di esecuzione ordine chiamato SOES (acronimo di Small Order Execution System) per aprire e chiudere posizioni di piccolo cabotaggio in maniera molto veloce; per “veloce”, data l’epoca, si intende la possibilità di operare sul mercato decine e decine di volte durante il corso della giornata borsistica.
Questi trader vengono oggi considerati da molti i precursori del fenomeno High-Frequency Trading (o HFT), in quanto le loro tecniche operative rispecchiano molto i moderni algoritmi che operano sui mercati finanziari.

## Caratteristiche operative
La forza della modalità operativa utilizzata dai trader SOES non risiedeva nell’alto profitto medio per operazione, ma nella possibilità di operare su mercati, specialmente se volatili, innumerevoli volte per ottenere tanti piccoli guadagni immediati e quindi un sostanzioso rendimento nel medio-lungo periodo.

## Controversie
Come precursori del fenomeno HFT, seppur in maniera molto più contenuta, gli SOES Bandits hanno subito le pressioni dei mercati. Infatti, seppur sia vero che più scambi effettuati su uno strumento più aumenta la liquidità, è anche vero che più scambi significa maggiore volatilità. In risposta a questo, i dealer del NASDAQ, uno dei mercati su cui i trader SOES operavano, hanno cercato di limitare la loro attività attraverso alcune normative , in quanto queste tipologie di operazioni venivano considerate minacciose per il mantenimento di un mercato ordinato e liquido.